# Bahnhof Rīga Pasažieru
Der Bahnhof Rīga Pasažieru (lettisch Rīgas Pasažieru stacija, deutsch etwa: Riga Personenbahnhof) ist der zentrale Personenbahnhof der lettischen Hauptstadt Riga. Er ist Ausgangspunkt der Bahnstrecken Rīga–Jelgava, Rīga–Krustpils und Rīga–Valga. Der Bahnhof befindet sich östlich der Rigaer Altstadt.

## Architektur und Geschichte
Der Bau des Bahnhofs begann im Jahr 1858 im Zuge des Baus der Eisenbahnstrecke von Riga nach Dünaburg und wurde durch britische Unternehmer finanziert und britische Ingenieure geleitet. Die Grundsteinlegung erfolgte am 21. Mai 1858 in Anwesenheit des Generalgouverneurs Alexander Arkadjewitsch Suworow. Am 12. Oktober 1861 fand die Einweihung des Bahnhofs statt. Das erste Bahnhofsgebäude war ein kleiner zweigeschossiger Bau des Architekten Johann Felsko, der als Kopfbahnhof mit zwei Bahnsteigen und vier Gleisen angeordnet war. Neben Bahneinrichtungen waren im Haus auch ein Telegrafenamt, eine Post und eine Polizeistation untergebracht.
1868 folgte die Fertigstellung der Strecke von Riga nach Mitau, dann die Strecke von Riga nach Mühlgraben und 1873 von Riga über die Eisenbahnbrücke (1872) – Zemgales tilts nach Bolderāja (Aahaken-Bergshof). Durch den weiteren Ausbau des Eisenbahnnetzes wurde das alte Gebäude zu klein. Zu beiden Seiten des Altbaus wurden 1884/85 durch den Architekten Heinrich Carl Scheel große neue Flügel angefügt. Ab 1889 bestand eine Verbindung nach Pleskau. Der Verkehr nahm weiter deutlich zu, sodass weitere Umbauten und Überlegungen zur Kapazitätserweiterung erfolgten. 1897 wurde eine Trennung des Güter- und des Personenverkehrs beschlossen. 1903 entstand so ein neuer Güterbahnhof, 1907 im Zusammenhang mit der neuen Eisenbahnbrücke (1914) – Dzelzceļa tilts ein weiterer, höher gelegener Personenbahnhof.
In den 1930er-Jahren bestanden weitere Pläne zu einem weitgehenden Umbau des Bahnhofs, der ab 1940 erfolgen und 1945 abgeschlossen sein sollte. Bedingt durch den Zweiten Weltkrieg konnten die Pläne jedoch nicht umgesetzt werden. In den 1950er Jahren erfolgten Streckenelektrifizierungen.
1957 wurde mit dem Umbau des Bahnhofs begonnen. Es entstand ein Neubau aus Glas und Beton. Auf der Nordseite des modernen Baus wurde ein markanter Turm errichtet. Als Architekten waren V. Kuznetsov und V. Tsipulin tätig. Die Neueröffnung erfolgte am 21. Juli 1961. Der alte Kopfbahnhof wurde 1965 letztendlich abgerissen. Ab 2000 erfolgte eine erneute Modernisierung des Bahnhofkomplexes. Die Neueröffnung fand am 16. August 2001 statt.

## Weitere Einrichtungen
Im Bahnhof selbst ist unter anderem eine Postfiliale der lettischen Post. Im angrenzenden Gebäude des Bahnhofs ist das Shopping-Center Origo (Einkaufszentrum) untergebracht. Im Einkaufszentrum sind Supermärkte, Elektronikhändler, Modehändler und Restaurants. Auf der rechten Seite des Bahnhofs grenzt das Kino Citadele an.

## Zukünftige Entwicklung
Im Rahmen des Bahn-Projektes Rail Baltica wird der Bahnhof grundlegend modernisiert und umgebaut, ebenso dessen Verbindung zur Eisenbahnbrücke über die Daugava. Der Baustart für den Bahnhof fand im November 2020 statt und es wird erwartet, dass ab dem Sommer 2027  Passagiere befördert werden können.

## Galerie

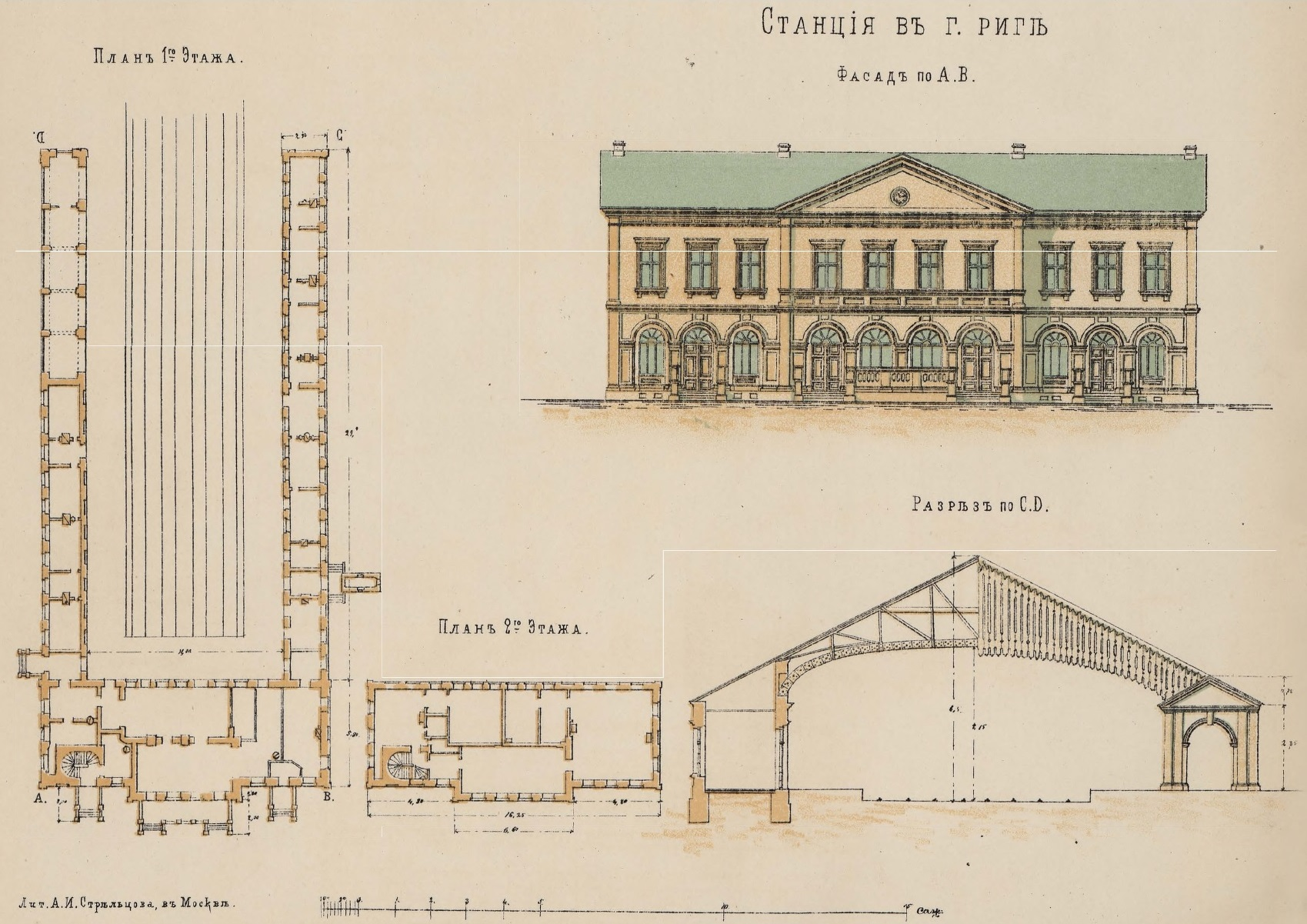
Zeichnung von 1872
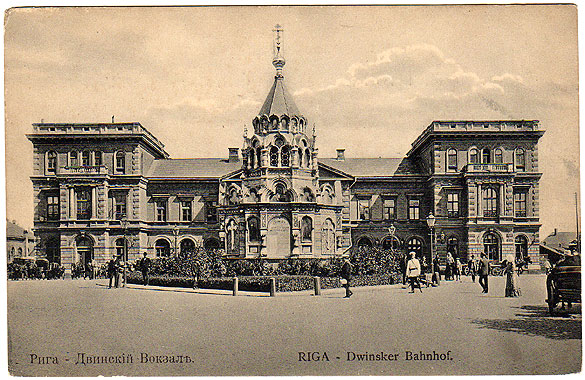
Bahnhof zwischen 1905 und 1918, im Vordergrund russisch-orthodoxe Kapelle
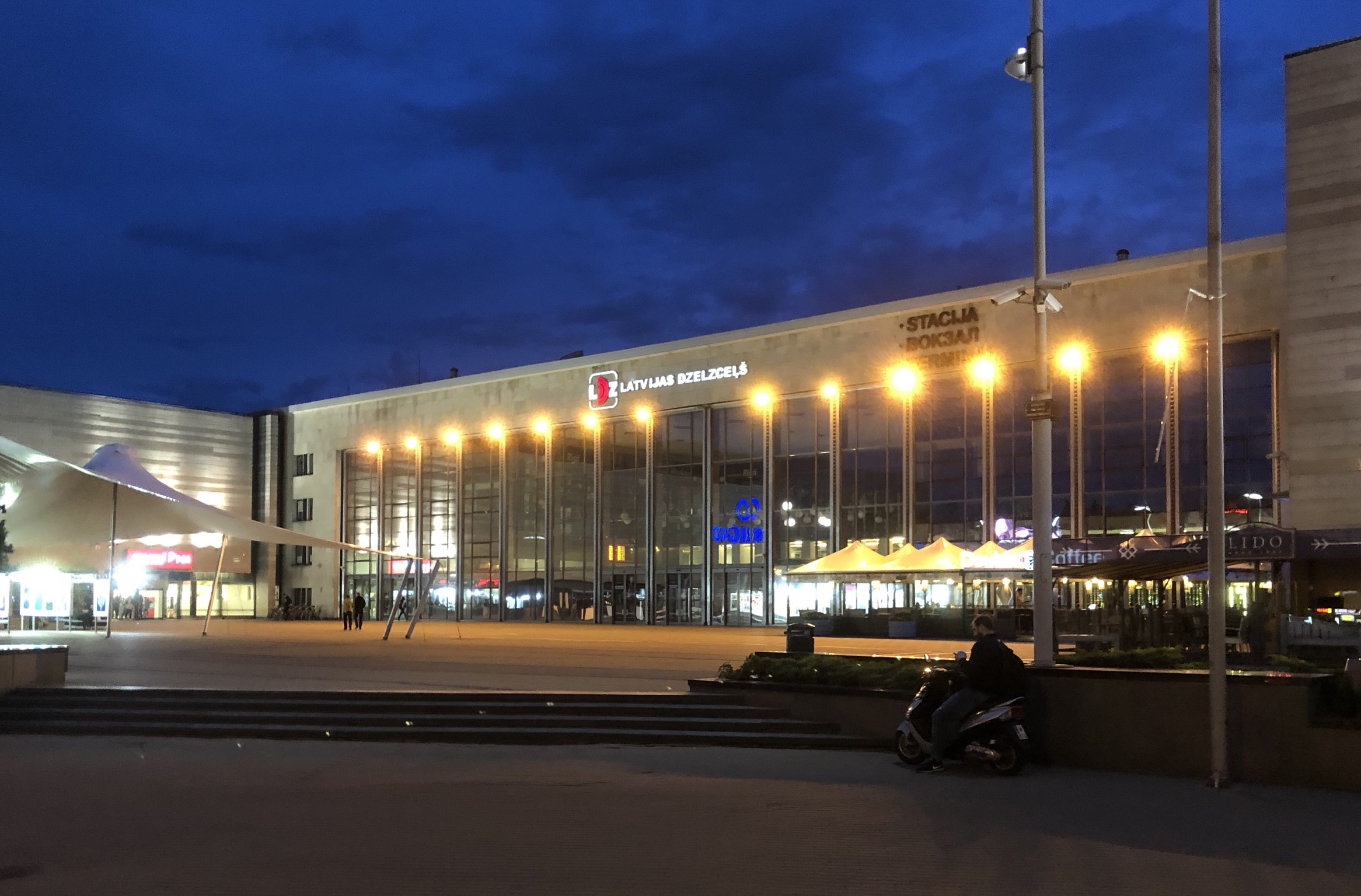
Bahnhof Rīga in der Nacht, 2018